# Ponsonnas
Ponsonnas és un municipi francès situat al departament de la Isèra i a la regió d'Alvèrnia-Roine-Alps. L'any 2007 tenia 268 habitants.

## Demografia

### Població
El 2007 la població de fet de Ponsonnas era de 268 persones. Hi havia 109 famílies de les quals 21 eren unipersonals (17 homes vivint sols i 4 dones vivint soles), 46 parelles sense fills, 34 parelles amb fills i 8 famílies monoparentals amb fills.
La població ha evolucionat segons el següent gràfic:
Habitants censats

### Habitatges
El 2007 hi havia 133 habitatges, 108 eren l'habitatge principal de la família, 13 eren segones residències i 12 estaven desocupats. 126 eren cases i 5 eren apartaments. Dels 108 habitatges principals, 92 estaven ocupats pels seus propietaris, 12 estaven llogats i ocupats pels llogaters i 4 estaven cedits a títol gratuït; 1 tenia una cambra, 5 en tenien dues, 13 en tenien tres, 24 en tenien quatre i 65 en tenien cinc o més. 89 habitatges disposaven pel capbaix d'una plaça de pàrquing. A 35 habitatges hi havia un automòbil i a 68 n'hi havia dos o més.

### Piràmide de població
La piràmide de població per edats i sexe el 2009 era:
| Homes | Edats   | Dones |
| ----- | ------- | ----- |
| 0     | 95 o +  | 0     |
| 0     | 90 a 94 | 0     |
| 0     | 85 a 89 | 0     |
| 4     | 80 a 84 | 0     |
| 0     | 75 a 79 | 0     |
| 4     | 70 a 74 | 0     |
| 12    | 65 a 69 | 4     |
| 8     | 60 a 64 | 4     |
| 4     | 55 a 59 | 8     |
| 20    | 50 a 54 | 8     |
| 4     | 45 a 49 | 8     |
| 4     | 40 a 44 | 8     |
| 20    | 35 a 39 | 16    |
| 4     | 30 a 34 | 8     |
| 4     | 25 a 29 | 0     |
| 4     | 20 a 24 | 8     |
| 4     | 15 a 19 | 8     |
| 20    | 10 a 14 | 24    |
| 8     | 5 a 9   | 4     |
| 8     | 0 a 4   | 8     |

## Economia
El 2007 la població en edat de treballar era de 182 persones, 119 eren actives i 63 eren inactives. De les 119 persones actives 110 estaven ocupades (57 homes i 53 dones) i 9 estaven aturades (3 homes i 6 dones). De les 63 persones inactives 28 estaven jubilades, 22 estaven estudiant i 13 estaven classificades com a «altres inactius».

### Ingressos
El 2009 a Ponsonnas hi havia 115 unitats fiscals que integraven 291 persones, la mediana anual d'ingressos fiscals per persona era de 21.255 €.

### Activitats econòmiques
Dels 9 establiments que hi havia el 2007, 1 era d'una empresa de construcció, 1 d'una empresa de comerç i reparació d'automòbils, 1 d'una empresa de transport, 1 d'una empresa d'hostatgeria i restauració, 1 d'una empresa d'informació i comunicació, 2 d'empreses immobiliàries i 2 d'empreses classificades com a «altres activitats de serveis».
L'únic servei als particulars que hi havia el 2009 era una lampisteria.

## Poblacions més properes
El següent diagrama mostra les poblacions més properes.